# Caprella grahami
Caprella grahami is een vlokreeftensoort uit de familie van de Caprellidae. De wetenschappelijke naam van de soort is voor het eerst geldig gepubliceerd in 1966 door Wigley & Shave.